# آریو د سان سربان
آریو د سان سربان (به اسپانیایی: Arroyo de San Serván) یک شهرستان در اسپانیا است که در استان باداخس واقع شده‌است.

## خصوصیات
آریو د سان سربان ۵۰٫۱ کیلومترمربع مساحت و ۴٬۲۶۷ نفر جمعیت دارد و ۲۲۴ متر بالاتر از سطح دریا واقع شده‌است.